# Lausitzer Künstlerbund
Der Lausitzer Künstlerbund wurde 1920 in Bautzen gegründet. Er war neben der Freien Künstlervereinigung Bautzen der zweite Lausitzer Künstlerverband.

## Beschreibung
Der Künstlerbund bezweckte den „Zusammenschluss aller unabhängigen freischaffenden bildenden Künstler oder Künstlerinnen der gesamten Lausitz“. Ferner wollte er „durch gemeinschaftliche Ausstellungen das Interesse für das Kunstschaffen der aus der Lausitz stammenden und dort ansässigen Künstler wach halten, und jungen, aufstrebenden Talenten des Kreises die Möglichkeit geben, ihre Arbeiten der Öffentlichkeit zugänglich zu machen.“ Außerdem vertrat er die wirtschaftlichen Interessen der Mitglieder.
Ende September 1925 gehörten dem Bund 40 Maler, Bildhauer und Architekten an. Vorsitzender war Rolf Friedmann.
Der Bund bestand auch nach der Machtergreifung der Nationalsozialisten. Es liegen aber keine Informationen vor, welche Auswirkungen die nationalsozialistische Kulturpolitik auf seine Tätigkeit hatte.
Nach der Zeit des Nationalsozialismus  wurde der Bund insbesondere von Rolf Friedmann und Gerhard Benzig reaktiviert. Allerdings fehlen Informationen zur Entwicklung und zu den Aktivitäten des Bunds seit dieser Zeit.

## Ausstellungen (unvollständig)
- 1922: Bautzen, Stadtmuseum („Lausitzer Kunstschau“; gemeinsam mit der Freien Künstlervereinigung Bautzen)[3]
- 1925: Görlitz, Görlitzer Gedenkhalle („Kunstschau des Lausitzer Künstlerbunds“)[4]
- 1925: Görlitz, Kaiser-Friedrich-Museum (Görlitz) („Görlitzer Kunstausstellung“; im Auftrag der Stadt Görlitz)[5]
- 1925: Bautzen, Räume des Kunstvereins in Stadtmuseum („6. Jahresausstellung des Lausitzer Künstlerbunds“)

## Weitere Mitglieder (unvollständig)
- Karl Bauer, Maler, 1925 als Stellvertretender Vorsitzender ausgewiesen
- Otto Engelhardt-Kyffhäuser (1884–1965), Maler und Kunsterzieher
- Ota Garten (1902–2000), deutsch-sorbischer Künstler
- Georg Heine (1877–1952), Maler
- Berthold Hunger (1879–1961), Maler und Zeichner
- Waldo Köhler (1909–1992), Maler und Grafiker
- Friedrich Krause-Osten (1884–1966), Maler
- Max Kreß, Architekt, 1925 als Schatzmeister ausgewiesen
- Heinrich Kucharz, Architekt, † 1972; 1932 als Schriftführer ausgewiesen
- Fritz Kurth (1889–1971), Maler und Grafiker, 1925 als Schatzmeister ausgewiesen
- Hans Lillig (1894–1977), Maler und Grafiker
- Hanns Lindner, Maler, 1932 als Schatzmeister ausgewiesen
- Veit Krauß (1893–1968), Maler und Grafiker
- Herbert Nitzschke (1897–1969), Filmarchitekt und Maler, 1932 als stellvertretender Vorsitzender ausgewiesen
- Rudolf Warnecke (1905–1994), Grafiker und Holzschneider